# ال.اس. استپانیان
لئو سورنی استپانیان ( انگلیسی: Leo Surenovich Stepanyan؛ ۱۹ مارس ۱۹۳۱ – درگذشته ۱۶ فوریه ۲۰۰۲) پرنده‌شناس اهل ارمنستان بود که به خاطر تألیف کتابی به زبان روسی دربارهٔ طبقه‌بندی پرندگان اتحادیه شوروی تحت عنوان Conspectus of the ornithological fauna of the USSR شناخته شده است.

## زندگی‌نامه
در ۱۹ مارس ۱۹۳۱ در ایروان به دنیا آمد. از دانشگاه مسکو فارغ‌التحصیل شد. پس از فارغ‌التحصیلی در سال ۱۹۵۵ به مدت دو سال در موزه جانورشناسی دانشگاه فعالیت نمود. وی همچنین به مغولستان، ویتنام (۱۱ سفر از ۱۹۷۸ تا ۱۹۹۰) و کره‌شمالی نیز سفر کرد.  در ۱۶ فوریه ۲۰۰۲ در سن سالگی در مسکو درگذشت.